# 重大疾病保险
重大疾病保险簡稱重疾险，是一種保险产品，指的是保险公司与投保人签订的保險合同後，如果投保人被诊断出患有保险機構所列的疾病清单上的某一种疾病，保险機構通常会一次性向投保人支付现金作为醫療費用補償。而此類疾病往往較為嚴重。